# Cantone di Montfort-sur-Risle
Il Cantone di Montfort-sur-Risle era una divisione amministrativa dell'arrondissement di Bernay.
A seguito della riforma approvata con decreto del 25 febbraio 2014, che ha avuto attuazione dopo le elezioni dipartimentali del 2015, è stato soppresso.

## Composizione
Comprendeva i comuni di
- Appeville-Annebault
- Authou
- Bonneville-Aptot
- Brestot
- Condé-sur-Risle
- Écaquelon
- Freneuse-sur-Risle
- Glos-sur-Risle
- Illeville-sur-Montfort
- Montfort-sur-Risle
- Pont-Authou
- Saint-Philbert-sur-Risle
- Thierville
- Touville